# Betty Ford
Elizabeth Ann "Betty" Ford (nhũ danh Bloomer; 8 tháng 4 năm 1918 – 8 tháng 7 năm 2011) là Đệ Nhất Phu nhân Hoa Kỳ từ 1974 đến 1977, là vợ của Tổng thống Hoa Kỳ thứ 38, Gerald Ford. Khi là Đệ Nhất Phu nhân, bà đã tích cực trong thực hiện chính sách xã hội và tạo ra tiền lệ là vợ tổng thống hoạt động chính trị.
Bà đã nổi tiếng với việc nâng cao nhận thức về bệnh ung thư vú sau khi bà cắt bỏ vú năm 1974. Ngoài ra, bà là một người ủng hộ nhiệt thành, cũng như nhà hoạt động từ thiện, sửa đổi các quyền bình đẳng (ERA). Bà cũng nâng cao nhận thức về nghiện khi vào thập niên 1970, bà cho biết trận chiến lâu dài của bà với chứng nghiện rượu.
Sau khi rời Nhà Trắng, bà vẫn tiếp tục vận động cho ERA và vẫn còn hoạt động trong phong trào nữ quyền. Bà là người sáng lập, và cựu chủ tịch đầu tiên của Trung tâm Betty Ford về lạm dụng thuốc và nghiện. Bà đã được trao Huy chương Vàng của Quốc hội (cùng được trao với chồng là Gerald R. Ford, vào 21 tháng 10 năm 1998) và Huân chương Tự do Tổng thống (được trao năm 1991 bởi George H. W. Bush).

## Đệ Nhất Phu nhân Hoa Kỳ

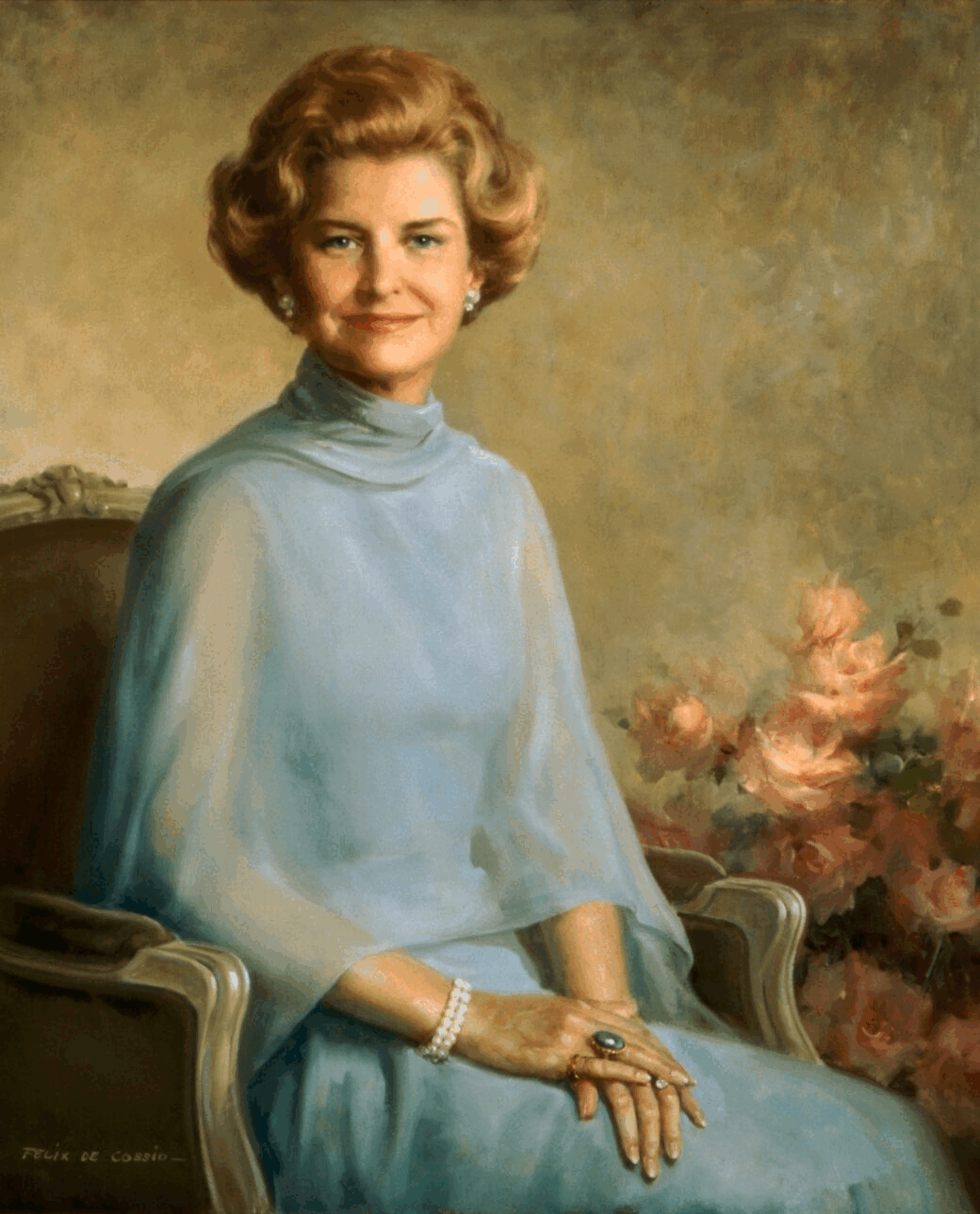
Chân dung của Betty Ford ở nhà Trắng, vẽ vào năm 1977 bởi Felix de Cossío

### Nghệ thuật
Là Đệ Nhất Phu nhân, Ford là một người ủng hộ nghệ thuật; bà là người giúp cho việc đạt được giải thưởng của các Huân chương Tự do cho biên đạo múa và vũ công Martha Graham vào năm 1976. Bà đã nhận được một giải thưởng từ Parsons The New School cho thiết kế để ghi nhận những cống hiến của bà.

### Thừa nhận cuộc bầu cử năm 1976

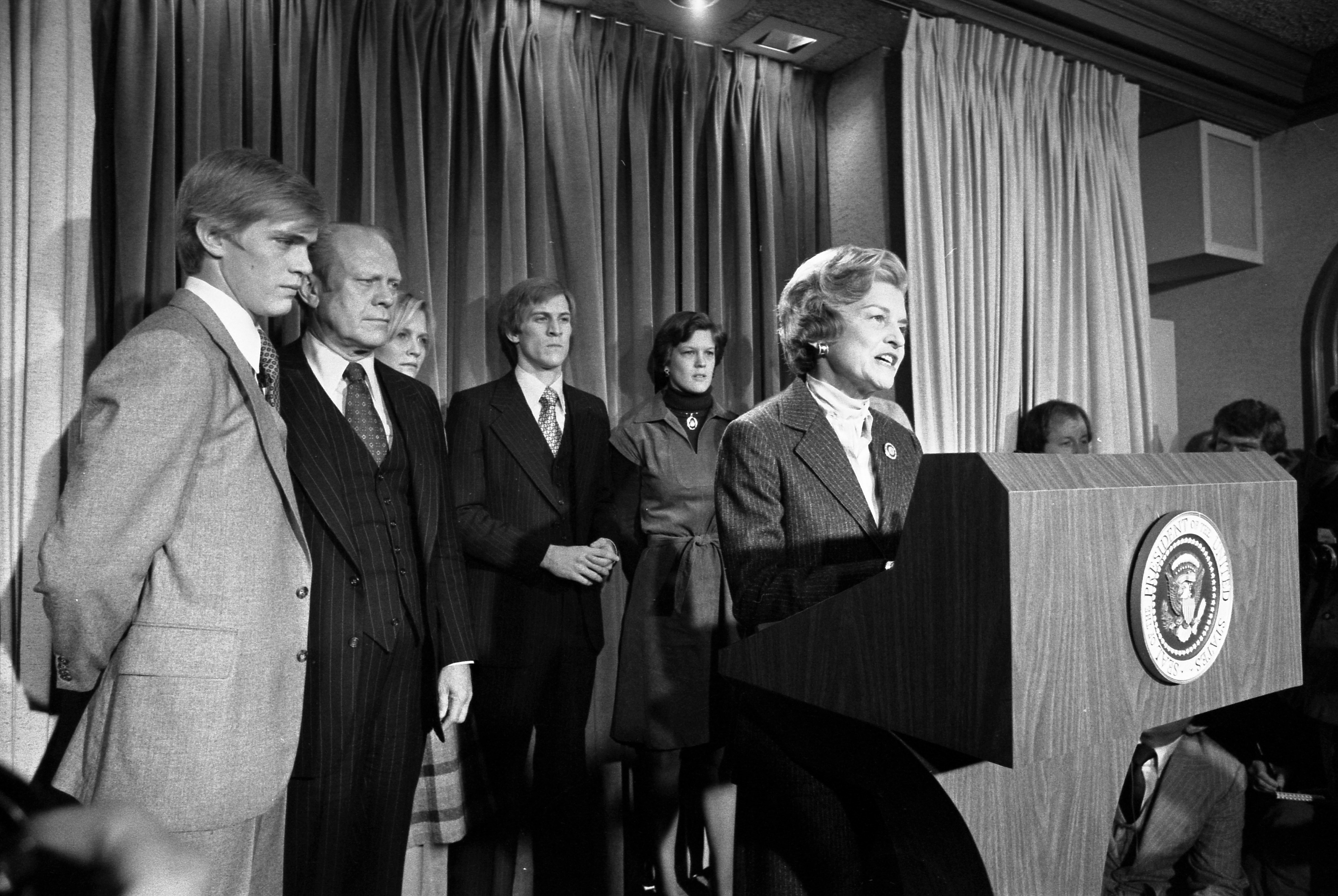
Betty Ford phát biểu về sự thất bại của chồng với báo chí.

Sau thất bại của Gerald Ford thua Jimmy Carter trong cuộc bầu cử Tổng thống năm 1976, bà phát biểu sự thất bại của chồng vì ông đã mất đi tiếng nói của mình trong khi vận động tranh cử.

## Cuộc sống sau này và giải thưởng

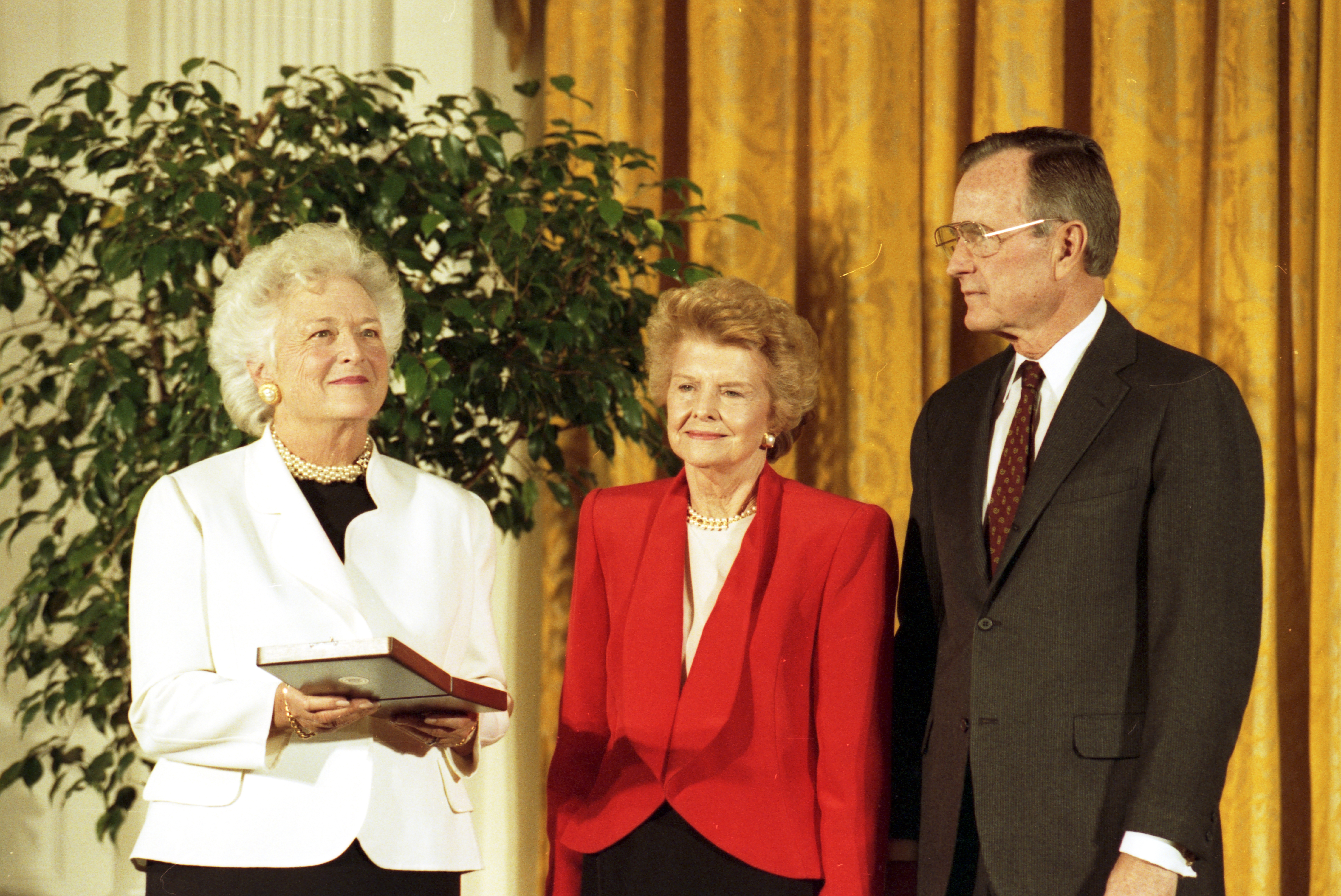
Betty Ford được trao giải thưởng danh dự cá nhân cao nhất của quốc gia, Huân chương Tự do, bởi Tổng thống George H. W. Bush, năm 1991. Đệ Nhất Phu nhân Barbara Bush đang giữ huy chương.

Betty Ford với chồng và Tổng thống George W. Bush ngày 23 tháng 4 năm 2006.

Năm 1987, Ford đã trải qua phẫu thuật bắc cầu động mạch vành bốn lần và sau đó không có biến chứng.
Ngày 18 tháng 11 năm 1991, bà đã được trao Huân chương Tự do bởi Tổng thống George H. W. Bush.
Ngày 08 tháng 5 năm 2003, Ford đã nhận được giải thưởng Woodrow Wilson ở Los Angeles cho dịch vụ công cộng của mình, được trao bởi Trung tâm Woodrow Wilson của Viện Smithsonian.
Trong những năm này, bà và chồng cư trú tại Rancho Mirage và tại Beaver Creek, Colorado. Gerald Ford qua đời ở tuổi 93 do suy tim vào ngày 26 Tháng 12 năm 2006 tại nhà ở Rancho Mirage của họ. Mặc dù tuổi đã cao của mình và tình trạng thể chất yếu của bà, Ford đã đi khắp đất nước và tham gia vào các sự kiện tưởng niệm chồng ở California, Washington, DC, và Michigan.
Sau cái chết của chồng, Ford tiếp tục sống ở Rancho Mirage. Sức khỏe kém và giảm thể chất do hoạt động trong năm 2006 vào tháng 4 năm 2007 các cục máu đông ở chân khiến bà không còn xuất hiện nhiều ở cộng đồng. Bệnh tật của bà đã cản trở bà tham dự tang lễ của Lady Bird Johnson vào tháng 7 năm 2007; con gái Susan Ford đại diện cô phục vụ tang lễ.

## Qua đời và tang lễ
Betty Ford qua đời vì nguyên nhân tự nhiên vào ngày 8 tháng 7 năm 2011, tại Trung tâm y tế Eisenhower ở Rancho Mirage, California, hưởng thọ 93 tuổi.
Tang lễ đã được tổ chức tại Palm Desert, California, vào ngày 12 tháng 7 năm 2011, với hơn 800 người tham dự, trong đó có cựu Tổng thống George W. Bush, Đệ Nhất Phu nhân Michelle Obama và các cựu Đệ Nhất Phu nhân Rosalynn Carter, Nancy Reagan và Hillary Clinton. Rosalynn Carter, Cokie Roberts và Geoffrey Mason, thành viên của Hội đồng quản trị của Trung tâm Betty Ford chuyển lời ca tụng.
Ngày 13 tháng 7, quan tài của cô đã được đưa đến Grand Rapids và đã được đặt tại bảo tàng Tổng thống Gerald Ford qua đêm.
Vào ngày 14, một lê tang thứ hai được tổ chức tại nhà thờ Grace Episcopal với những lời ca ngợi bà từ Lynne Cheney, cựu giám đốc Bảo tàng Ford Richard Norton Smith và con trai, Steven. Tham dự còn có cựu Tổng thống Bill Clinton, cựu Phó Tổng thống Dick Cheney và cựu Đệ Nhất Phu nhân Barbara Bush. Trong bài phát biểu của mình, bà Cheney lưu ý rằng ngày 14 tháng 7 là ngày sinh nhật lần thứ 98 của Gerald Ford. Sau buổi lễ, bà đã được chôn cất bên cạnh chồng tại bảo tàng.

## Giải thưởng
Năm 1985, Ford đã nhận được giải thưởng cho các dịch vụ công cộng cho các hoàn cảnh khó khăn, một giải thưởng được trao hàng năm ra bởi Jefferson Awards.